# 宋石男
宋石男（1977年—），笔名四一哥，自由撰稿人，博客写手，生于四川乐山，长居成都，人民日报社《环球人物》专栏作家，2010年至2018年4月26日曾任西南民族大学新闻系教授。